# 尼爾斯河

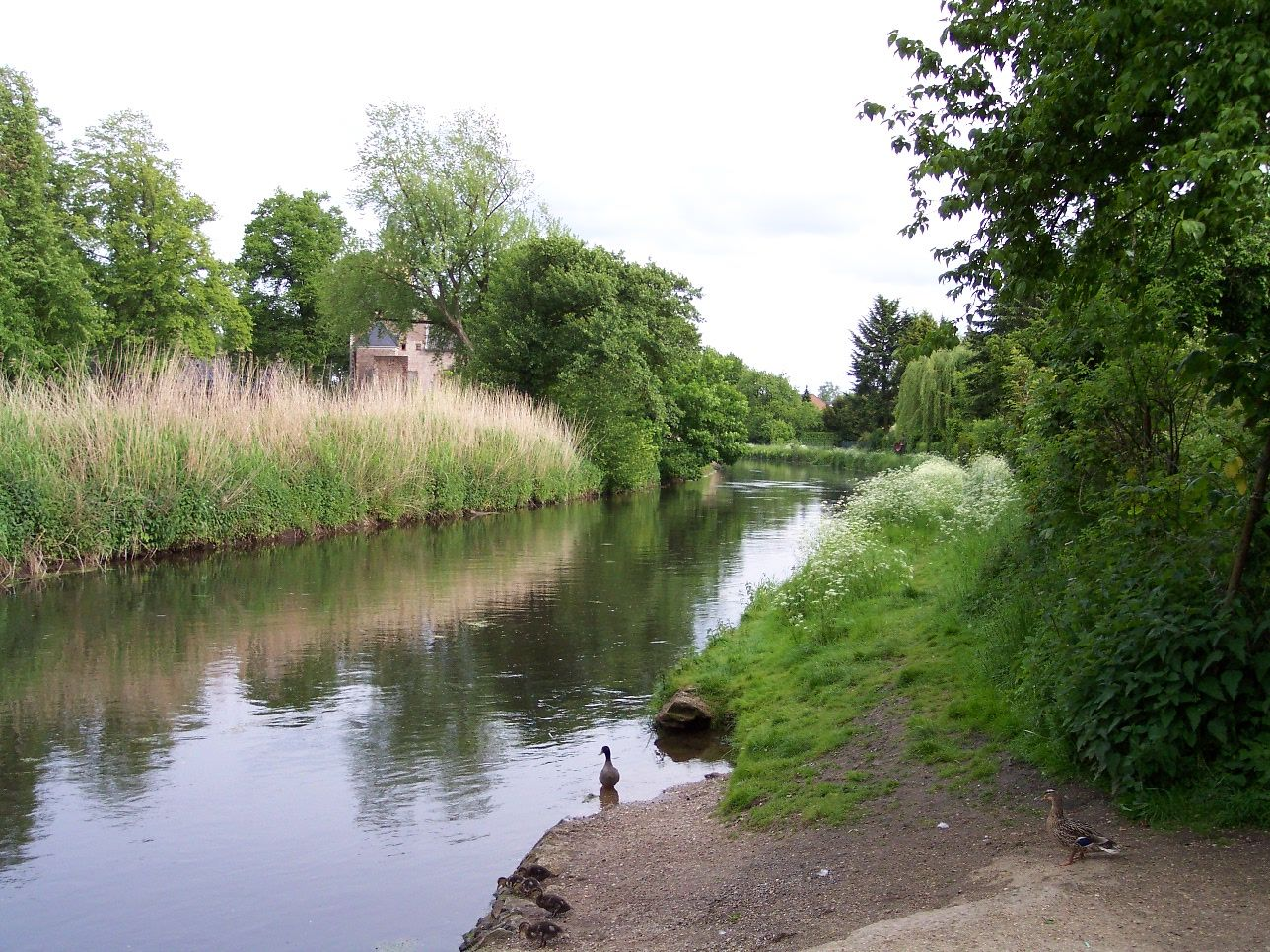
尼爾斯河位於德國韋策鎮一段

尼爾斯河（德語／荷蘭語：Niers）是西歐的河流，流經德國和荷蘭，屬於馬士河的支流，河道全長116公里，流域面積1,348平方公里，發源自埃爾克倫茨附近，河口處在亨訥普。

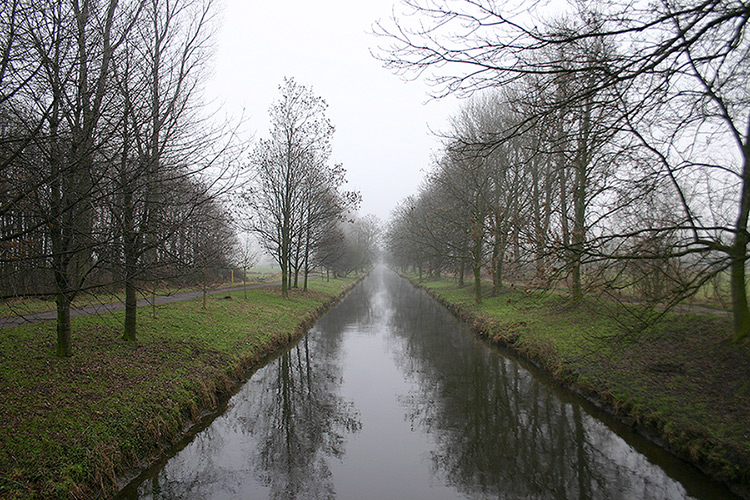
德國菲爾森市段
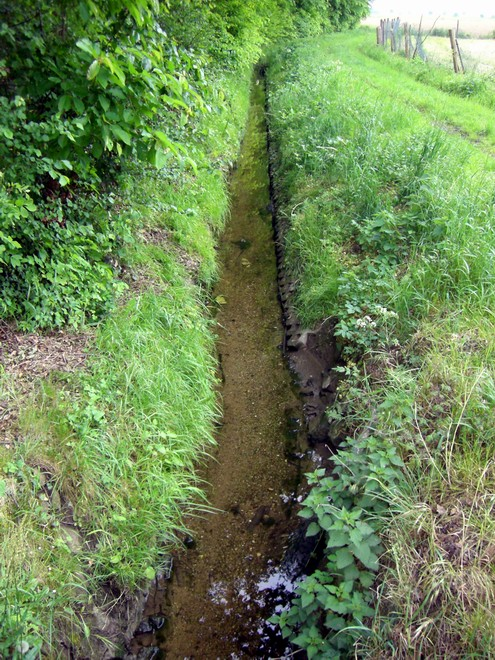
德國北萊茵-西法倫邦段
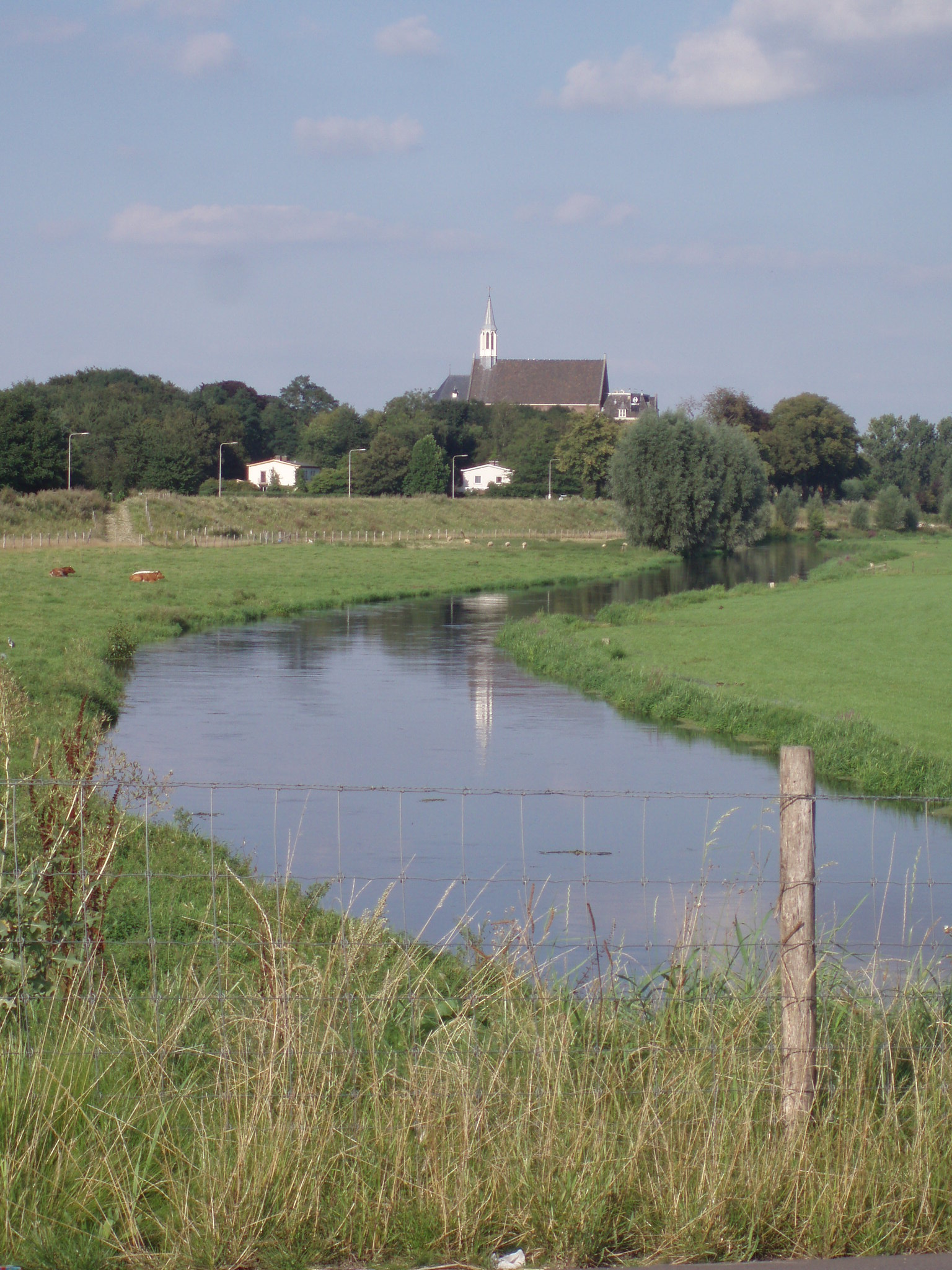
荷蘭亨訥普市段
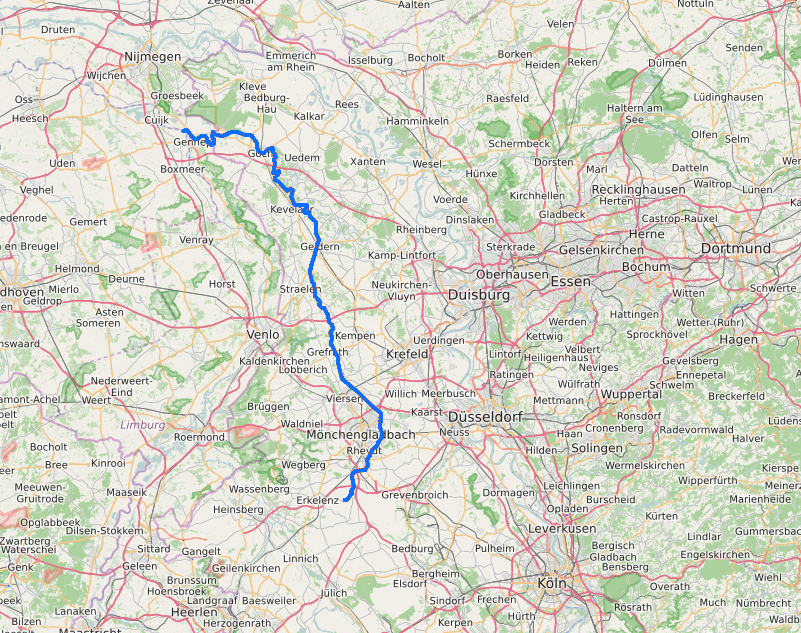
尼爾斯河地圖（藍線）

## 外部連結
- Niers （页面存档备份，存于）
- Niersverband （页面存档备份，存于）